# Laura Latiniová
Laura Latiniová (3. listopadu 1969 Řím – 19. srpna 2012 Řím) byla italská hlasová herečka.

## Život
Narodila se jako prvorozená dcera herce Franca Latiniho a autorky dialogů Marie Pintové. Byla také sestrou hlasové herečky Ilarie Latiniové a nevlastní sestrou hlasového herce Fabrizia Vidaleho. V italském dabingu ji proslavila role Karen Walkerové ze seriálu Will a Grace. Pravidelně dabovala herečky jako jsou Katherine Heiglová, Thora Birchová, Chyler Leigh, Regina Hallová, Jennifer Love Hewittová, Charlotte Gainsbourgová a Hilary Swanková.[zdroj?]
V animovaných rolích poskytla hlas Dijonay Jonesové v italsky dabované verzi seriálu The Proud Family, Pištovi v seriálu Pišta a Fišta, Blinkymu Billovi v The Adventures of Blinky Bill, Sherri a Terri v Simpsonových, Gwen v seriálu Total Drama, Ritě v komediálním filmu Spláchnutej a mnoho dalším.[zdroj?]

## Smrt
Dne 19. srpna 2012 ve věku 42 let podlehla rakovině. Několika jejích rolí se následně ujaly jiné herečky, například Roberta de Roberto převzala role Karen Walkerové v obnoveném seriálu Will a Grace z roku 2017 nebo Gwen v seriálu Total Drama All-Stars.[zdroj?] Latiniová byla pohřbena na hřbitově Campo Verano po boku svého otce.

## Dabingové role

### Animované
- Pišta – Pišta a Fišta
- Blinky Bill – The Adventures of Blinky Bill
- Veverčák Hoppy (Skippy Squirrel) – Animáci (Animaniacs)
- Fievel Mousekewitz – An American Tail: The Treasure of Manhattan Island
- Tessa – The Triplets
- Dijonay Jones – The Proud Family
- Dijonay Jones – The Proud Family Movie
- Sherri a Terri (1. hlas), Ralph Wiggum (1. hlas) – Simpsonovi
- Linny – Wonder Pets
- Rita Malone – Spláchnutej
- Fizz – Tweenies
- Shovel – Blue's Clues
- Adam Lyon – My Gym Partner's a Monkey
- Millie Burtonburger – Kid vs. Kat
- Huey a Riley Freeman – The Boondocks
- Austin – The Backyardigans
- Gwen (1. hlas) – Total Drama
- Šípková Růženka – Shrek Třetí
- Veemon – Digimon: The Movie
- Angel – Lilo & Stitch: The Series

### Hrané
- Karen Walkerová – Will a Grace (řada 1–8)
- Isabel Evans – Roswell
- Lexie Grey – Chirurgové
- Brenda Meeks – Scary Movie
- Brenda Meeks – Scary Movie 2
- Brenda Meeks – Scary Movie 3
- Brenda Meeks – Scary Movie 4
- Daisy Duke – Mistři hazardu
- Kim Bauer – 24 hodin
- Margaret – Sestra v akci 2
- Buzzy – Zkurvená noc
- Jade – Pařba ve Vegas
- Nadine – Stan Helsing
- Jen Barber – Ajťáci
- Anya Jenkins – Buffy, přemožitelka upírů
- Chloe – Prci, prci, prcičky: Na táboře
- Claire Fisher – Odpočívej v pokoji
- Page Conners – Před svatbou ne!
- Morley Clarkson – Na sv. Valentýna
- Nicole Maris – Drive Me Crazy
- Janey – Na území žen
- Samantha Baker – Sixteen Candles